# Округ Мерсер (Кентаки)
Мерсер (енгл. Mercer County) је округ у америчкој савезној држави Кентаки.

## Демографија
По попису из 2010. године број становника је 21.331, што је 514 (2,5%) становника више него 2000. године.
| Група             | 2000.          | 2010.          |
| Белци             | 19.448 (93,4%) | 19.614 (92,0%) |
| Афроамериканци    | 769 (3,7%)     | 765 (3,6%)     |
| Азијати           | 97 (0,5%)      | 76 (0,4%)      |
| Хиспаноамериканци | 265 (1,3%)     | 490 (2,3%)     |
| Укупно            | 20.817         | 21.331         |